# Stenodyneroides flavofasciatellus
Stenodyneroides flavofasciatellus är en stekelart som beskrevs av Giordani Soika 1940. Stenodyneroides flavofasciatellus ingår i släktet Stenodyneroides och familjen Eumenidae. Inga underarter finns listade i Catalogue of Life.